# 백운정 (서울)
백운정은 1969년 9월 28일 서울 정릉 뒷산(서울 성북구 정릉동 산 87-16)에 건립되었던 국궁장이다. 2008년 7월 7일 조선왕릉의 세계문화유산 등재를 앞두고 왕릉 원형복원 차원에서 철거되었다.